# Irie Maffia
Irie Maffia è un gruppo musicale ungherese formatosi nel 2005. È attualmente costituito da dodici musicisti.

## Storia del gruppo
Gli Irie Maffia hanno conseguito il loro primo ingresso nella Album Top 40 slágerlista nel 2013 col terzo album in studio, dal titolo Nagyon jó lesz, in 37ª posizione. Due dischi ulteriori hanno fatto l'entrata nella suddetta classifica, rispettivamente 10 (11º posto; 2015) e 15 (3º posto; 2021).
Sono stati candidati per l'MTV Europe Music Award al miglior artista ungherese sia nel 2008 che nel 2020.

## Formazione
Attuale
- Sena Dagadu – voce
- András Kéri – voce
- Kemon W. Thomas – voce
- István Busa – voce
- Ákos Baranyai – turntablism
- Tamás Dési – tamburo
- Ádám Meggyes – tromba
- Márton Élő – trombone
- Gáspár Horváth – strumento a tastiera
- Péter Matus – basso
- Antal Oláh – chitarra
- Ádám Szekér – percussioni

Ex componenti
- Lőrinc Barabás
- MIklós Havas
- Zoltán Demeter

## Discografia

### Album in studio
- 2012 – Hands in the Air!
- 2012 – What's My Name?!
- 2013 – Nagyon jó lesz
- 2015 – 10
- 2021 – 15

### Singoli
- 2012 – Everyday Riot (feat. Lutan Fyah)
- 2012 – The Beast
- 2013 – Cross the Roads (feat. Beenie Man)
- 2015 – Easy as One Two Three
- 2016 – Bajnok
- 2016 – Wake Up
- 2017 – Troublemaker
- 2017 – Ez a jó
- 2018 – Hajnali kör (feat. Dávid Marsalkó)
- 2019 – Mi voltunk
- 2019 – Friends (con Begi Lotfi)
- 2019 – Bónuszjáték
- 2020 – Everlasting Love (feat. Mykal Rose)
- 2020 – B-oldal (con i Follow the Flow)
- 2020 – Mind úton vagyunk
- 2020 – Pont Olyan, mint rég (A balaton dala) (feat. Fluor)
- 2020 – This Mouth
- 2020 – Big Piece
- 2020 – Rohan az idő (feat. Nks & Saiid)
- 2020 – Up & Away
- 2020 – Extra Friss (feat. Wolfie & Meszka)
- 2021 – Irie Family
- 2021 – Feel the Vibe
- 2021 – Kell egy ház
- 2022 – Volt egy álmom
- 2022 – Mondóka
- 2022 – Félig tele (feat. Viki Lábas)
- 2023 – Nem a jó fiúk
- 2024 – Mellettem
- 2024 – Ganja Funk (feat. Hibrid)